# Buzura
Buzura là một chi bướm đêm thuộc họ Geometridae.

## Các loài
- Buzura abruptaria
- Buzura aequinoctialis
- Buzura analiplaga
- Buzura annulata
- Buzura antecessa
- Buzura antecreta
- Buzura arenosa
- Buzura asahinai
- Buzura atomaria
- Buzura benescripta
- Buzura benesparsa
- Buzura bengaliaria
- Buzura bilineata
- Buzura bistonaria
- Buzura burmaensis
- Buzura cerea
- Buzura confusa
- Buzura contectaria
- Buzura dargei
- Buzura debrunnescens
- Buzura decolorans
- Buzura edwardsi
- Buzura eximia
- Buzura ferrolavata
- Buzura fessa
- Buzura fortissima
- Buzura fumata
- Buzura homoclera
- Buzura illucescens
- Buzura insularis
- Buzura jaculatrix
- Buzura johannaria
- Buzura koreaebia
- Buzura leucocrossa
- Buzura maculatissima
- Buzura maculatissimus
- Buzura mpalaria
- Buzura multipunctaria
- Buzura nephelistis
- Buzura ordinans
- Buzura pamphona
- Buzura panterinaria
- Buzura perclara
- Buzura ponderata
- Buzura praeparva
- Buzura prinodes
- Buzura pteronyma
- Buzura pura
- Buzura pustulata
- Buzura recursaria
- Buzura semifusca
- Buzura solivagaria
- Buzura strigaria
- Buzura stringeri
- Buzura subnigrans
- Buzura subocularia
- Buzura superans
- Buzura suppressaria
- Buzura taiwana
- Buzura thibetaria
- Buzura varianaria